# Ernst Hirsch (Kameramann)

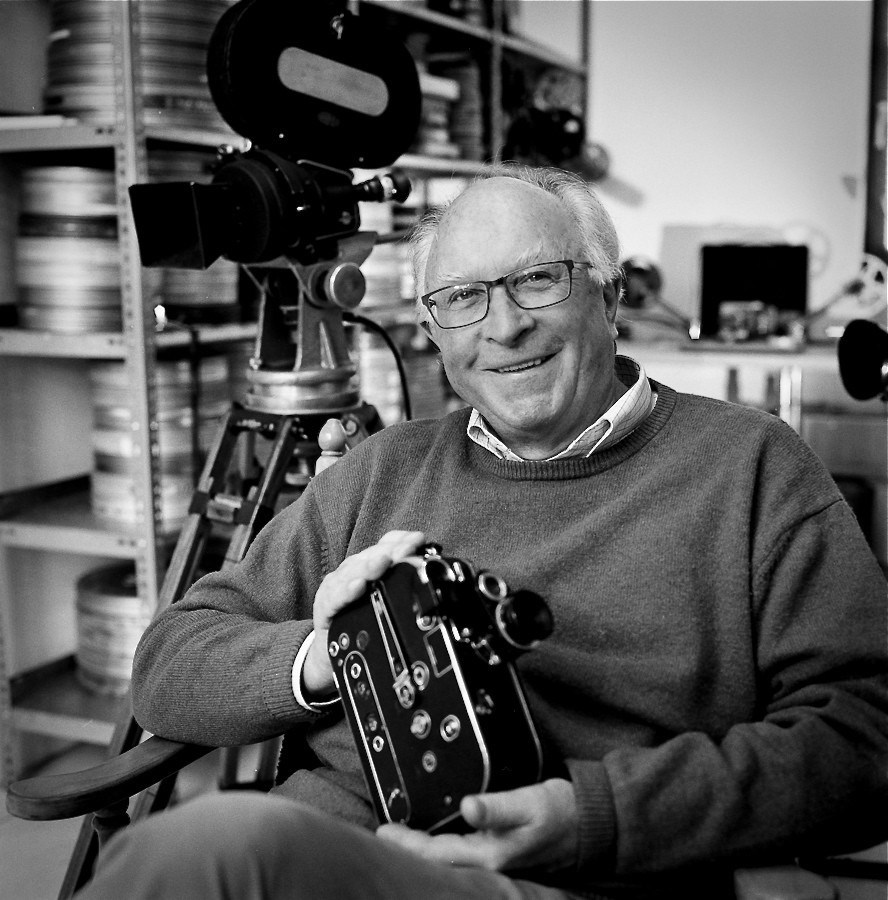
Ernst Hirsch 2013

Ernst Hirsch (* 13. Juli 1936 in Dresden) ist ein deutscher Kameramann und Regisseur, der vor allem als Dokumentarfilmer aktiv ist. Seine Sammlung historischer Filme über die Stadt Dresden gilt als eine der größten Privatsammlungen ihrer Art.

## Leben
Hirsch kam 1936 als Sohn eines Oberlandesgerichtsrats in Dresden zur Welt. Als Kind überlebte er die Luftangriffe auf Dresden im Februar 1945. Sein Vater wurde 1946 verhaftet und verstarb im selben Jahr im Lager Mühlberg. Erst 1998 erfuhr Hirsch vom Schicksal seines Vaters. Hirsch hatte schon im Kindesalter sein Interesse für das Fotografieren und Filmen entdeckt und besaß eine Plattenkamera mit einfacher Laborausrüstung sowie eine 16-Millimeter-Kamera. Er besuchte die Volksschule und ließ sich von 1950 bis 1953 bei Zeiss Ikon in Dresden zum Feinoptiker ausbilden. Parallel dazu war er Mitglied einer Betriebsfotogruppe und lernte das Filmhandwerk in einem Laienfilmstudio des Kulturbunds, was er rückblickend als „[s]eine eigentliche Lehrzeit“ bezeichnete. Erste Filme unter anderem über den Dresdner Zwinger entstanden während der Lehrzeit mit Herrmann Zschoche und unter Anleitung des späteren Dokumentarfilmers Manfred Gussmann. Hirsch hatte 1953 gerade seine Lehre bei Zeiss Ikon beendet, als das Fernsehen der DDR zu senden begann. Mit Zschoche kam Hirsch im selben Jahr zum Deutschen Fernsehfunk. Ihre erste gemeinsame Fernseharbeit wurde 1953 ein Film über Schloss und Park Pillnitz, zu dem Hans-Hendrik Wehding die Filmmusik komponierte.
Von 1954 bis 1968 arbeitete Hirsch als erster Filmreporter Dresdens für die Aktuelle Kamera; in dieser Zeit entstanden rund 3000 Nachrichtenbeiträge. Von 1966 bis 1968 absolvierte Hirsch zudem an einer Leipziger Journalistenschule ein Fernstudium der Journalistik. Als Kameramann und Redakteur war er ab 1968 freiberuflich in seinem eigenen Studio Hirsch-Film in Dresden-Niederpoyritz tätig. Hirsch drehte Werbe- und Dokumentarfilme, darunter Filme für die Fernsehreihe Ansichtskarte. Sein Fokus lag jedoch auf Filmen über Dresdner Kunstschätze, darunter über die Rückkehr bedeutender Kunstwerke wie der Sixtinischen Madonna. Für das DEFA-Studio für Trickfilme Dresden entstanden 1983 mit Erlebte Träume ein Kurzanimationsfilm, bei dem er Regie führte, sowie verschiedene Realfilme. Nach einer mehrwöchigen Studienreise nach Italien stellte Hirsch 1986 einen Ausreiseantrag aus der DDR, der 1989 bewilligt wurde. Hirsch ließ sich mit Frau und Sohn im selben Jahr in München nieder und arbeitete ab 1990 mehrfach als Kameramann mit Peter Schamoni zusammen. Ihr Film Max Ernst: Mein Vagabundieren – Meine Unruhe erhielt 1991 den Bayerischen Filmpreis.
Im Jahr 1993 zog Hirsch nach Dresden zurück und ließ sich in Bühlau nieder. Von 1994 bis 2005 dokumentierte er den Wiederaufbau der Dresdner Frauenkirche. Aus über 500 Stunden Videomaterial entstand ab 1994 die siebenteilige Dokumentarfilmreihe Die steinerne Glocke, deren letzter Teil am 24. Oktober 2005 seine Premiere erlebte. „Nie zuvor ist die Wiedererrichtung eines Bauwerkes so gründlich im Film dokumentiert worden“, schrieb die Kritik. Für Hirsch selbst war die Filmreihe nach eigener Aussage „der Höhepunkt und der krönende Abschluss meiner beruflichen Laufbahn.“ Bereits 2001 hatte die Gesellschaft zur Förderung des Wiederaufbaus der Frauenkirche den „cineastische[n] Chronist[en] des Wiederaufbaus der Frauenkirche“ Hirsch zu einem ihrer Ehrenmitglieder ernannt. Im Jahr 2007 erhielt er zudem eine Ehrenmedaille des Dresden Trust – der britischen Organisation, die zum Wiederaufbau der Frauenkirche beigetragen hat – und der British-German-Association. Im Jahr 2008 übergab Hirsch die Gesamtdokumentation des Wiederaufbaus an die Mediathek der SLUB Dresden.
Hirsch hat sich über den Dresdner Raum hinaus auch als Sammler alter Filmaufnahmen seiner Heimatstadt und damit als „Hüter des filmischen Archivschatzes von Dresden“ einen Namen gemacht. Seit den 1950er-Jahren entstand ein umfangreiches Privatarchiv historischer Filmaufnahmen, das mit Filmen aus dem Jahr 1903 zudem die ältesten bekannten Filmaufnahmen Dresdens enthält. Sie wurden 1996 in Südtirol in einem Bauernhaus entdeckt und umfassen 33 Filmdosen der Dresdner Firma Heinrich Ernemann. Hirsch ließ die Filme restaurieren, die 1996 ihre Premiere im Dresdner Stadtmuseum erlebten. Aus dem Fundus seines Filmarchivs entstanden verschiedene Kompilationsfilme, darunter Dresden in den 20er Jahren, Dresden in alten Filmen und Einst & jetzt – Unterwegs mit der Straßenbahn. In Zusammenarbeit mit der Sächsischen Zeitung arbeitet Hirsch seit 2014 an der DVD-Reihe Dresdner Filmschätze, die historische Amateurfilmaufnahmen Dresdens zum Teil erstmals der Öffentlichkeit präsentiert; bis 2016 erschienen fünf Teile der Reihe.  Regelmäßig veranstaltet Hirsch zudem Vortragsabende bzw. Veranstaltungen, bei denen Teile des Archivs der Öffentlichkeit präsentiert werden. Im Jahr 2019 wurden erste Filme auf Zelluloid aus Hirschs Archiv in Zusammenarbeit mit dem Filmverband Sachsen digitalisiert und in der Mediathek der SLUB Dresden veröffentlicht.
Weite Kreise zog 1995 die Entdeckung eines 20-minütigen Films, der aus dem Fundus des Fotojournalisten Erich Höhne stammte und an Hirsch übergeben wurde. Dieser ließ den Film restaurieren. Es handelte sich um Aufnahmen, die Höhne als Laborant von Zeiss Ikon 1942 im sogenannten „Judenlager Hellerberg“ in Dresden drehen musste. Hirsch drehte in Zusammenarbeit mit Ulrich Teschner den 70-minütigen Dokumentarfilm Die Juden sind weg. Das Lager Dresden Hellerberg, das Teile des Originalvideos enthielt und Zeitzeugen zu Wort kommen ließ. Anlässlich des 55. Jahrestages der Einrichtung des Judenlagers auf dem Heller erlebte der Film am 23. November 1997 seine Premiere. Der Originalfilm aus dem Jahr 1942 wurde an das Filmarchiv des Bundesarchivs übergeben. Kopien von Original und Dokumentarfilm befinden sich unter anderem im Bestand von Yad Vashem. Im Jahr 1998 erschien zudem das Buch Die Erinnerung hat ein Gesicht, das das Schicksal der im Film zu sehenden Personen weiter verfolgte. Zudem wurden die Filme und Bilder Teil einer Sonderausstellung, die 2006 im Dresdner Kulturrathaus eröffnet wurde.
Anlässlich seines 65. Geburtstages würdigte das Dresdner Leonhardi-Museum Hirsch 2001 mit der Sonderausstellung Das Auge von Dresden. Im Jahr 2008 folgte im Rahmen der Langen Nacht des Films eine Werkschau zu Ernst Hirsch im Kleinen Haus in Dresden. Im Jahr 2010 erschien der Dokumentarfilm Das Auge von Dresden – Ernst Hirsch von Nanina und Peter Bauer über Ernst Hirsch. Das Stadtmuseum Dresden würdigte Hirsch 2011 mit der Sonderausstellung Dresden. Kamera/Regie: Ernst Hirsch – Ernst Hirsch zum 75. Geburtstag.
Im Jahr 1996 wurde Hirsch als eine von vier Personen in den Medienrat der sächsischen Landesmedienanstalt gewählt, dem er mehrere Monate angehörte. Er ist seit 2005 Mitglied der Sächsischen Akademie der Künste. Hirsch lebt seit 2008 in Dresden-Kleinzschachwitz, ist verheiratet und hat zwei Kinder, darunter den Regisseur und Kameramann Konrad Hirsch, der seit 2012 als Geschäftsführer der Firma Schamonifilm und Medien in München den Nachlass Peter Schamonis aufarbeitet. Im Jahr 2016 begann Hirsch mit der Arbeit an seiner Autobiografie, die 2017 unter dem Titel Ernst Hirsch: Das Auge von Dresden veröffentlicht wurde. Für seine Verdienste um die Stadt Dresden und als „das filmische Gedächtnis der Stadt“ erhielt Hirsch im Oktober 2017 die Ehrenmedaille der Landeshauptstadt Dresden und damit die zweithöchste Auszeichnung, die durch die Stadt vergeben wird.

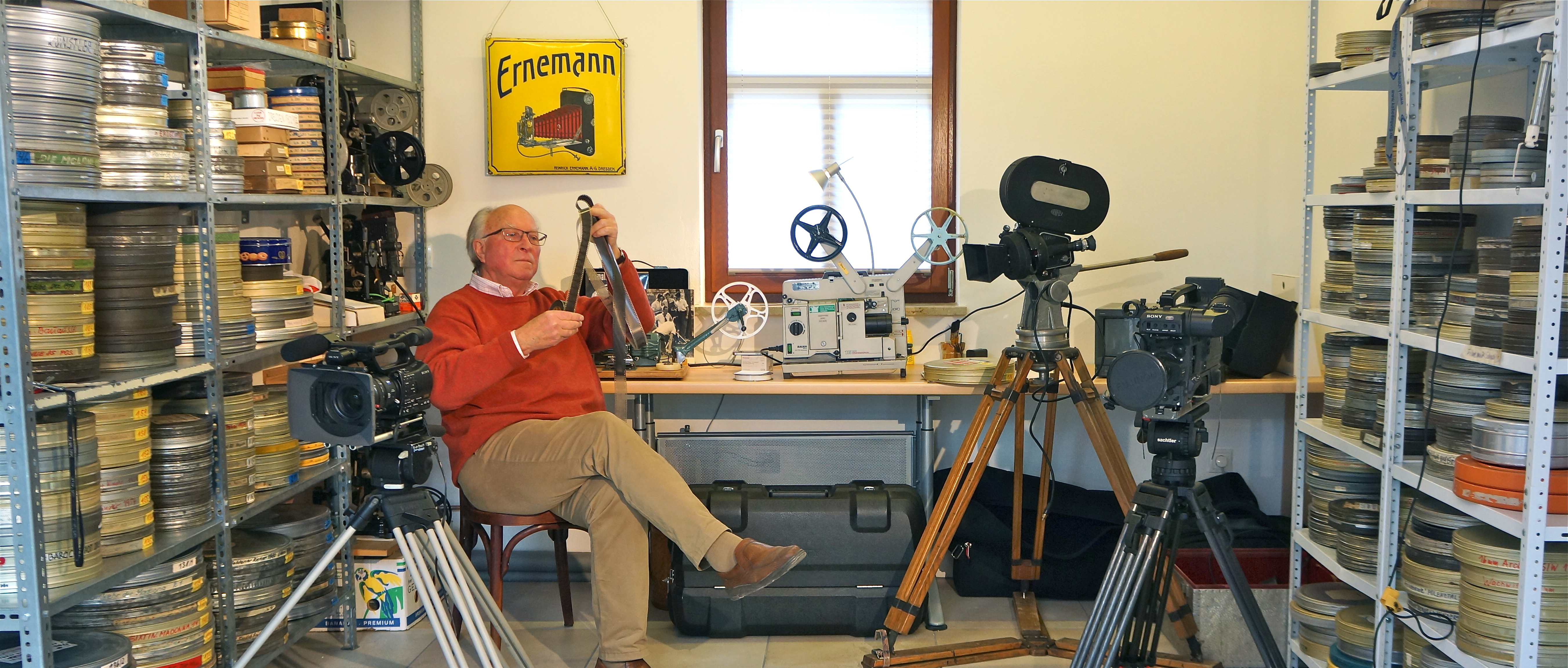
Ernst Hirsch in seinem Filmarchiv, seit 2025 im Besitz der SLUB Dresden und der Museen der Stadt Dresden

Im März 2025 erwarben die SLUB Dresden und die Museen der Stadt Dresden die Filmsammlung von Ernst Hirsch, um sie für kommende Generationen zu erhalten und der Öffentlichkeit zugänglich zu machen. Zur erworbenen Sammlung zählten neben der rund 400 Filmrollen umfassenden Dokumentarfilmsammlung Hirschs auch seine eigenen Dokumentarfilme, die nach Ende des Zweiten Weltkriegs entstanden, sowie seinen eigenen Filmkameras und historische Kameras der Ernemann-Werke.
Hirsch lebt in Dresden.

## Stimmen
„Ob Ernst Hirsch die Kamera auf die Frauenkirche richtet, ob er Dresden im Visier hat, sein sensibler Blick durchs Objektiv macht seine Filme zu unverwechselbaren Kunstwerken.“
„Der Dresdner Ernst Hirsch ist ein ganz subtil Beobachtender, sein Kamerastil hat das ganz und gar Unprätentiöse seines Wesens, Behutsamkeit und Solidität. Der Mann bezeugt vor allem in seinem vielschichtigen Werk eine Art von Kultur, die rar geworden ist in einer Zeit des Werteverfalls nicht nur ästhetischer Kategorien.“
„Er verschafft einem eine ehrliche Nähe zur Heimat, ohne in eine Tümelei zu verfallen. […] Er geht nah heran an seine Motive, aber er bewahrt immer Abstand und Anstand.“

## Filmografie (Auswahl)
- 1953: Barock im Wiederaufbau
- 1970: Ein Venezianer malte Dresden – Bernardo Bellotto, genannt Canaletto
- 1972: Künstler zeichnen – Zeichnungen in der Kunst der DDR
- 1972: Silbermannorgeln in Sachsen
- 1974: Bombastus Mundwasser
- 1974: Künstler zeichnen
- 1974: Kfz-Beitragseinzugsverfahren
- 1975: VEB Schwermaschinenbau Lauchhammer: Neue Trümpfe aus Lauchhammer
- 1975: Transportanlagenprojekt Leipzig: In großen Dimensionen
- 1979: Sogar die Elbe brannte
- 1980: Deutsche Malerei der Dürerzeit – Dürer, Cranach und Holbein in Dresden
- 1981: Maler wollte er vor allem sein – Peter Paul Rubens
- 1981: Die Heimkehr der Madonna
- 1982: Otto Griebel – Der Maler der „Internationale“
- 1982: Therese Walther-Visino – Erlebte Träume
- 1984: Raffael: Die Sixtinische Madonna
- 1984: Caspar David Friedrich – Bilder seines Lebens
- 1984: Bernardo Bellotto, genannt Canaletto – Dresden vom rechten Elbufer unterhalb der Augustusbrücke
- 1986: Caspar David Friedrich – Grenzen der Zeit (nur Zuarbeit)
- 1987: Curt Querner – Selbstbildnis mit Distel
- 1988: Das Urteil des Paris
- 1988: Ludwig Richter – Überfahrt über die Elbe am Schreckenstein
- 1989: Otto Dix: Das Auge der Welt
- 1989: Bilder der Erinnerung – August Kotzsch – Photograph in Loschwitz bei Dresden
- 1989: Paolo Veronese – Die Madonna mit der Familie Cuccina
- 1989: Carl Gustav Carus – Ein Personalporträt
- 1990: Katsushika Hokusai – Ansichten vom Berge Fuji
- 1991: Max Ernst: Mein Vagabundieren – Meine Unruhe (Kamera)
- 1995: Niki de Saint Phalle (Kamera)
- 1996: „Mir war unendlich wohl …“ – Ludwig Richter in Civitella
- 1997: Die Juden sind weg. Das Lager Dresden-Hellerberg
- 1998: Das Grüne Gewölbe zu Dresden
- 1998: Mit Licht malen – Hermann Krone
- 1999: Majestät brauchen Sonne (Kamera)
- 2000: Herrn Goethes glücklich-große Reise durch die Schweiz
- 2006: 800 Jahre Dresden – 100 Jahre Stadtgeschichte im Film
- 2007: Dresden im Film von 1933 bis 2005
- 2008: Botero – Geboren in Medellín (Kamera)
- 2012: 200 Jahre Pfarre Neustift im Stubaital, Tirol
- ab 2014: Dresdner Filmschätze (mit Peter Ufer; fünf Teile)
- 2017: Sächsische Filmschätze – Pirna und die Sächsische Schweiz in den 1920er- bis 1960er-Jahren (mit Film- und Videoclub Pirna und Peter Ufer)

## Publikationen
- 1985: August Kotzsch – Photograph in Loschwitz bei Dresden (als Herausgeber)
- 2017: Ernst Hirsch: Das Auge von Dresden. Autobiografie
- 2021: Ernst Hirsch: ,Das Auge von Dresden’ und der Blick auf den Wiederaufbau der Frauenkirche. In: Heinrich Magirius, Hans-Joachim Jäger (Hrsg.): Die Dresdner Frauenkirche. Jahrbuch zu ihrer Geschichte und Gegenwart. Schnell & Steiner, Regensburg 2020.

## Ehrungen und Auszeichnungen
- 1976: Diplom für In großen Dimensionen auf dem Internationalen Festival für den wissenschaftlich-technischen Film Budapest
- 1989: Prädikat „Wertvoll“ für Bilder der Erinnerung
- 1991: Bayerischer Filmpreis für Max Ernst: Mein Vagabundieren – Meine Unruhe (mit Peter Schamoni)
- 2017: Ehrenmedaille der Landeshauptstadt Dresden